# Magyar sportló
A magyar sportló, más néven mezőhegyesi sportló, a legfiatalabb fajta hazánkban, melynek felügyelő szerve a Magyar Sportlótenyésztők Országos Egyesülete 1990 óta működik. A fajta lóállománya nem köthető egyetlen helyszínhez vagy méneshez sem, a tenyésztés nagyrészt magántulajdonban lévő  az ország legkülönbözőbb részein élő egyedeken alapul. A rendszer, melyen a fajta tenyésztése alapul, megfelel a hazánkban érvényesülő piaci viszonyoknak.  A fajtába felvehető lovak kiválasztása illetve teljesítményük vizsgálata központilag szabályozott, a fedeztetés a tartás vagy a nevelés azonban a tulajdonosok feladata, és önerőből működik. Az állami tulajdon viszonylag csak a tenyésztők rendelkezésére bocsátott fedezőmének formájában van jelen a fajta piacán.

## A fajta kialakulása
A fajta kialakulásában 3 mén játszott fő szerepet:
- Ramzesz Junior
- Aldato
- Toborzó

Ramzesz Junior és Aldato Mezőhegyesi félvér/Sportló fajtájúak, Toborzó azonban az 1970-es években került hazánkba, Németországból.
A magyar sportló alapját elsősorban a mezőhegyesi illetve az abból továbbtenyésztett lóállomány adja. De a fajta kialakításában fontos szerepet játszott a rádiházi ménes is. A rádiházi ménes több magyar félvér, a bólyi ménes pedig több Hannoveri fajtájú egyedekkel működött közre. Ezeket elsődlegesen Holsteini, Hannoveri, Holland sportló és Francia ménekkel fedeztetik, de ma már elmondható, hogy szinte minden híres európai vérvonal megtalálható a magyar sportló fajtában.
A tenyésztők az új vérvonalak bevonása mellett, ügyelnek a régi hazai kancacsaládok megőrzésére is.

## Tulajdonságai
Tömeges, arányos, jól izmolt test. Nemes fej, enyhén ívelt nyak, dőlt vállak, közepesen hosszú hát, jól izmolt, gömbölyű far. Szabályos lábszerkezet.
Intelligens, tanulékony, jó ugróképességű, elegáns megjelenésű.Sok mozgást igényel. Igen kötődő fajta, társként is rengeteg örömünk lehet benne.

## Hasznosítás
A fajta, mint hogy nevéből is kiderül, elsősorban a sport céljából, hátaslóként lett kitenyésztve. Ezen belül legfőképpen a díjugratásra, vagy militaryra alkalmas egyedeket ad, de előfordul a díjlovaglásban is.
A fajta nagy népszerűségnek örvend, és hosszú távon is jó kilátásokkal bír, hisz a lovassportok még mindig jelentősen növekvő térhódításával, nagyobb szükség van a minőségi lóállományra.